# Либельт, Кароль
Кароль Либельт (пол. Karol Libelt; 8 апреля 1807[…], Познань — 9 июня 1875[…], Брдов, Великопольское воеводство) — польский философ, писатель и общественный деятель.
Карл Либельт мечтал о создании новой «славянской философии» — философия образов и действий.

## История
Кароль родился в Познани. Учился классической филологии и философии в Берлине. Либельт неоднократно принимал участие в польских восстаниях 1830, 1846 и 1848 годов, отбывал наказание  в прусской тюрьму. Принимал участие в Славянском конгрессе в Праге в качестве председателя польско-русинской секций. Основал в Познане научное общество, где читал лекции по эстетике. Отстаивал идеи польского мессианизма. В гносеологии отстаивал идеи интуитивизма. Эстетические взгляды К. Либельта были подвергнуты критике Э. Дембовским и Т. Шевченко.

## Труды
- «Filozofia i krytyka»[4] Hegelian in tendency (1845-50), (2-е издание 1874 год)
- «Эстетика» («Estetyka, czyli umnićtwo piękne», I, Познань, 1849[5];
- «Эстетика» (Estetyka), (1851)
- Umnictevo, a system of ethics (1857)
- Dziela (1875)
- Zbior pism pomniejszych, political papers (1849-51)
- Dziewica Orléanska (1847)
- Humor i pravada, sketches (1852)
- Собрание философских сочинений (1875);
- О немце A. Molicki (1875).